# Phantom System
Gradiente Phantom System foi o primeiro console brasileiro, clone do Nintendo Entertainment System, lançado pela empresa brasileira Gradiente no final dos anos 1980, compatível com os cartuchos desse sistema. Esse videogame, portanto, pode ser considerado um clone dos antigos NES e Atari 7800, pelo menos nos aspectos técnicos. A Gradiente o lançou numa época em que a Nintendo não mostrava interesse em lançar seu console no país. Assim, a Gradiente aproveitou e lançou o Phantom System para atender a uma demanda crescente de uma comunidade de jogadores de videogame ávidos por novas tecnologias de jogos eletrônicos, já saturados com os antigos jogos do Atari 2600. O Phantom System acabou se tornando, dessa forma, o clone do NES mais popular do país.
O Phantom System possuía a mesma plataforma 8-bit da Nintendo e entrada para cartuchos de 72 pinos (padrão norte-americano). Era possível, no entanto, utilizar cartuchos de 60 pinos (padrão japonês), com o uso de um adaptador. O Phantom System tinha um gamepad com formato similar ao modelo usado no Sega Mega Drive e geralmente o consumidor levava, na hora da compra, um cartucho junto com o console. Os jogos que acompanhavam o console podiam ser Ghostbusters, Super Pitfall, Gauntlet ou Schwarzenegger´s Predator.
Na realidade, a Gradiente tinha planos para lançar no Brasil o console Atari 7800, mas vendo diminuir o interesse do público sobre os jogos de Atari e dos clones para o NES e com o lançamento do Dynavision 2 pela Dynacom, decidiram mudar o clone, mantendo a aparência externa. Também tinham cortejado a Sega para fabricar o Master System no Brasil, perdendo os direitos para a Tec Toy.

O sucesso do console levou a Nintendo a abordar a Gradiente, declarando que para compensar como estavam lucrando com uma cópia ilegal do NES, poderiam lançar os  consoles da Nintendo como licenciada desde que tirassem o Phantom System do mercado. Nascia a Playtronic, que lançaria o NES oficial e os consoles seguintes da fabricante.